# Danserindens Hævn (film fra 1923)
 Ikke at forveksle med Danserindens Hævn (film fra 1916).
Danserindens Hævn (originaltitel Die grüne Manuela) er en tysk stumfilm fra 1923 af Ewald André Dupont.

## Medvirkende
- Lucie Labass som Manuela
- Josef Winter som Carlos Llorrente
- Grete Berger som Frau Gazul
- Kálmán Zátony som Juan Llorrente
- Angelo Ferrari som Henri d'Amirón
- Arthur Bergen som Pedro
- Lydia Potechina som Leocadia Barboza